# Fritz Ebel (1890-1946)
Pour les articles homonymes, voir Fritz Ebel.
Fritz Ebel, né le 11 juillet 1890 à Neuroda et mort le 2 décembre 1946 à Düsseldorf, est un artiste peintre et un graphiste allemand.

## Biographie
Après avoir étudié à l'Académie des arts de Breslau, Fritz Ebel s'est installé à Düsseldorf en 1925. Il y a fait partie du Verein zur Veranstaltung von Kunst-Ausstellungen Düsseldorf et de Malkasten. 
Fritz Ebel s'est spécialisé dans les portraits et les peintures de figures. En 1927, il réalise le tableau Die Stadt pour l'hôtel de ville de Neuroda. Il a participé à de nombreuses expositions d'art à Düsseldorf. 